# Edward Stinson

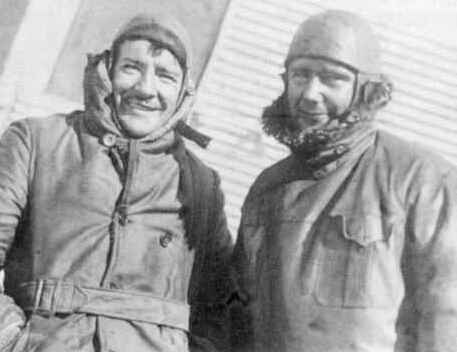
Edward Stinson mit Lloyd W. Bertaud, 1921

 Edward Anderson „Eddie“ Stinson  (* 11. Juli 1893 in Fort Payne; † 26. Januar 1932 in der Nähe von Chicago) war ein US-amerikanischer Pilot, Flugzeugkonstrukteur und Gründer des Unternehmens Stinson Aircraft Company. Zum Zeitpunkt seines Todes durch einen Flugzeugunfall galt er mit 16.000 Flugstunden als weltweit erfahrenster Pilot.

## Leben
Stinson wurde als drittes Kind von Edward Anderson Stinson, Sr. und dessen Frau Emma (geb. Beavers) geboren. Edward hatte zwei Schwestern, Katherine und Marjorie, und den Bruder Jack. Katherine war 1912 im Alter von 21 Jahren die vierte US-Amerikanerin, die einen Flugschein erwarb. Sie kaufte eine Wright Model B und flog Vorführungen auf Flugtagen, außerdem war sie die erste Frau, die einen offiziellen Luftpostflug durchführte. Marjorie lernte 1914 in der von Howard Rinehart, dem späteren Chefpiloten von Dayton-Wright, geleiteten Wright-Flugschule fliegen. Auch Eddie Stinson nahm 1915 in dieser Flugschule einige Stunden.
Im Oktober 1915 gründeten die beiden Schwestern eine Flugschule in San Antonio (Texas), wo am 29. Dezember des gleichen Jahres Stinson seinen Flugschein mit den Absolventen des ersten Kurses erhielt. Hier arbeitete er auch anschließend als Fluglehrer. Seinen ersten Dauerflugrekord stellte er am 29. und 30. Dezember 1921 auf, als er mit einer Larsen JL-6 über 26 Stunden über dem Roosevelt Field auf Long Island kreiste. Mit dem gleichen Baumuster führte Stinson am 26. Juli 1923 auch den ersten Non-stop-Nachtflug zwischen Chicago und New York durch.
Nach der ersten Ford Reliability Tour 1925 trat Stinson an zwei Bekannte heran, die im diese Tour organisierenden Detroit Board of Commerce (Handelskammer) saßen und unterbreitete ihnen die Pläne für ein neues Flugzeug. Mit ihrer zugesicherten Unterstützung gründete Stinson das Stinson Airplane Syndicate. Nachdem weitere bekannte Detroiter Geschäftsleute in das neue Unternehmen investierten, mietete man Werkstatträume und begann mit dem Bau des ersten Flugzeuges. Nach dem Verkauf dieser Maschine und dem Zufluss weiteren Kapitals gründete Stinson am 2. Mai 1926 die Stinson Aircraft Corporation.
Danach stellte das Unternehmen einige weitere erfolgreiche Baumuster her, sodass Stinson 1931 behaupten konnte, dass 75 % aller amerikanischen viersitzigen Kabinenflugzeuge und 70 % aller amerikanischen Verkehrsflugzeuge von seinem Werk hergestellt wurden. Auf einer Verkaufstour für die neue Stinson Model R musste Stinson mit drei Kaufinteressenten an Bord am 25. Januar 1932 infolge Treibstoffmangels am Ufer des Lake Michigan notlanden. Dabei streifte er im Anflug einen Fahnenmast des Jackson-Park-Golfplatzes. Bei dem Absturz wurden alle Passagiere verletzt, Stinson konnte noch selbständig ein Krankenhaus aufsuchen, wo er jedoch kollabierte und am nächsten Morgen verstarb, ohne das Bewusstsein wieder erlangt zu haben.